# Luchthaven Stokmarknes Skagen
Luchthaven Stokmarknes Skagen (Noors: Stokmarknes lufthavn Skagen) (IATA: SVJ, ICAO: ENSH) is een vliegveld bij Stokmarknes op het eiland Langøya in Vesterålen. Het vliegveld wordt geëxploiteerd door het staatsbedrijf Avinor.
Het vliegveld ligt ten noorden van de plaats Stokmarknes, aan de overkant van de Langøysund. Het is geopend in 1972 toen er op meerdere plaatsen in vooral het noorden van Noorwegen nieuwe vliegvelden met korte landingsbanen werden gebouwd. Skagen heeft een landingsbaan van 889 meter. Het vliegveld wordt bediend door Widerøe. De maatschappij vliegt dagelijks  op Tromsø, Bodø en Leknes.